# Седам свештеномученика Херсонских
Светих седам свештеномученика Херсонских су: Василије, Јефрем, Евгеније, Елпидије, Агатодор, Етерије и Капитон. Сви они су били епископи у Херсону у разна времена, и сви су пострадали (једини Етерије умре мирно) од неверника, било од Јевреја, или Грка, или Скита. Сви су они одлазили у те дивље стране као мисионари, слани од патријарха јерусалимског, да проносе светлост јеванђелску. Сви су били намучени и пострадали ради Исуса Христа.
Василије је васкрсао сина некога кнеза у Херсону, што је огорчило Јевреје, те су га оптужили. Био је везан за ноге и вучен улицама градским док душу није испустио. Јефрем је мачем посечен. Евгеније, Елпидије и Агатодор су бијени штаповима и камењем док нису умрли. Етерије је живео у време Константина Великог, те је у слободи и миру управљао Црквом, саградио велики храм у Херсону, и сконча мирно. Када је последњи од њих, Капитон, био послан за епископа, потражише дивљи Скити од њега знак, па да верују. И предложише му сами да уђе у огњену пећ, па ако не изгори, они ће сви поверовати у Христа. Са молитвом и надом на Бога Капитон стави омофор архијерејски на себе и прекрстивши се уђе у зажарену пећ држећи и срце и мисли своје уздигнуте к Богу. И постоја у пламену око једнога сата, и без икакве повреде, ни на телу, ни на оделу, изађе здрав. Тада сви повикаше: „Један је Бог, Бог хришћански, велики и силни, који сачува служитеља свога у пећи огњеној!“ И крсти се цео град и сва околина. О овоме чуду причало се много на Никејском сабору. А Капитону се деси да га на путу ухватише на реци Дњепру неки Скити и у реку утопише. Сви пострадаше почетком 4. века.
Српска православна црква слави их 7. марта по црквеном, а 20. марта по грегоријанском календару.